# Bruno Visentini
Bruno Visentini (ur. 1 sierpnia 1914 w Treviso, zm. 13 lutego 1995 w Rzymie) – włoski polityk, prawnik i nauczyciel akademicki, minister, parlamentarzysta krajowy, poseł do Parlamentu Europejskiego I i III kadencji.

## Życiorys
W 1935 ukończył prawo na Uniwersytecie w Padwie, praktykował w zawodzie adwokata, był również wykładowcą akademickim. Od czasów studenckich związany z ruchami antyfaszystowskimi. Należał do założycieli opozycyjnej Partito d'Azione. Za swoją działalność przez kilka miesięcy w 1943 był aresztowany. W 1945 został powołany w skład Consulta Nazionale, prowizorycznego włoskiego parlamentu okresu powojennego. W tym samym roku premier Alcide De Gasperi powierzył mu stanowisko sekretarza stanu w resorcie finansów.
Od 1946 należał do Włoskiej Partii Republikańskiej. W latach 1948–1972 pełnił funkcję wiceprezesa Istituto per la Ricostruzione Industriale (IRI), najważniejszego włoskiego holdingu państwowego, nadzorującego mienie państwowe. Od 1963 z przerwami do końca lat 70. pełnił funkcję prezesa przedsiębiorstwa Olivetti. W 1974 zajmował stanowisko wiceprzewodniczącego Confindustrii, a od 1977 do 1995 prezesa fundacji Fondazione Giorgio Cini.
Od 1972 do czasu swojej śmierci w 1995 był członkiem włoskiego parlamentu. Wchodził w skład Izby Deputowanych VI i IX kadencji oraz Senatu VII, VIII, X, XI i XII kadencji. W latach 1979–1983 i 1984–1994 sprawował mandat eurodeputowanego I i III kadencji, zasiadając we frakcji liberalnej.
Sprawował także urzędy ministra. Był ministrem finansów w gabinecie Alda Moro (1974–1976), ministrem budżetu u Giulia Andreottiego (1979) i ponownie ministrem finansów w dwóch rządach Bettina Craxiego (1983–1987). W 1992 po konflikcie z Giorgiem La Malfą opuścił republikanów.